# Ichijō Michika
Ichijō Michika [también Michiyoshi] (一条 道香 1722 – 1769?) fue un kuge (cortesano) que actuó de regente durante la era Edo. Fue hijo del regente Ichijō Michika.
Ocupó la posición de kanpaku del Emperador Sakuramachi entre 1746 y 1747, sesshō del Emperador Momozono entre 1747 y 1755 y nuevamente kanpaku del Emperador Momozono entre 1755 y 1757.
Contrajo matrimonio con una hija adoptiva de Ikeda Tsugumasa, tercer líder del Okayama han. Ella tuvo como hijos, entre otros, a Ichijō Teruyoshi y a una hija que sería consorte de Tokugawa Harumori, sexto líder del Mito han.